# Gary Morgan
Gary Edward Morgan (* um 1935 in Santiago de Chile; † 31. Januar 2024 in New York City) war ein kanadischer Jazzmusiker (Saxophon, Klarinette, Komposition).

## Leben und Wirken
Morgan zog im Alter von zwei Jahren mit seiner Familie nach Toronto. Schon in jungen Jahren interessierte er sich für die populäre Musik der Zeit, Countrymusik, Blues, Bigbands, Rock & Roll und Rhythm & Blues. Zu den prägenden Ereignissen in seinem frühen Leben gehörte, die Bands von Lionel Hampton, Count Basie und Illinois Jacquet bei Auftritten zu erleben; außerdem besuchte er 1953 das legendäre Jazz-at-Massey-Hall-Konzert von Charlie Parker, Dizzy Gillespie und anderen. Er begann in der High School mit der Instrumentalmusik, wollte zunächst Schlagzeug spielen, wurde aber von seinem Lehrer überredet, stattdessen Saxophon zu spielen. Nach einer akademischen Laufbahn ließ er sich 15 Jahre lang in Toronto nieder, um dort zu praktizieren und freiberuflich tätig zu sein. Er spielte Saxophon und weitere Holzblasinstrumente in TV-Varietés, Studioaufnahmen, Filmsoundtracks, Jingles und Musiktheater.
Während dieser Zeit trat Morgan mit verschiedenen Musikern auf, darunter Tony Bennett, Ella Fitzgerald, Nancy Wilson, Dionne Warwick, Otis Redding, Gladys Knight, (Little) Stevie Wonder, Dizzy Gillespie, Woody Herman, Jose Feliciano, Quincy Jones, Lionel Hampton, Oscar Peterson, Ray Charles, Buddy Rich, Benny Goodman und Henry Mancini. Morgan spielte außerdem im Ron Collier Jazz Orchestra, mit dem er 1967 auf der Expo 67 in Montréal auftrat. Unter Colliers Leitung gehörte er auch einer Bigband an, die mit Duke Ellington in Toronto spielte (North of the Border in Canada). Ab den 1970er-Jahrrn arbeitete er in The Mother Necessity Big Band und in Rob McConnells BigbandThe Boss Brass, mit der er auch The Hi-Lo’s und The Singers Unlimited begleitete. Außerdem spielte er bei Moe Koffman, Ted Moses, Jimmy Namaro, Guido Basso, Brian Russell und Rick Wilkins. Im Bereich des Jazz war er laut Tom Lord zwischen 1967 und 1979 an 22 Aufnahmesessions beteiligt.
1980 zog Morgan nach Boston, um an der Berklee School of Music Musiktheorie und Komposition zu studieren. Anschließend lebte er in New York City. Reisen nach Kuba und Brasilien inspirierten seine Leidenschaft für lateinamerikanische Musik. Gary gründete Big Bands (PanAmericana) in New York und Toronto, um seine eigenen Kompositionen und die Musik anderer lateinamerikanischer Größen aufzuführen.